# Technemon
Technemon es un género monotípico de lepidópteros de la familia Noctuidae. Su única especie, Technemon epichares Turner, 1945, es originaria de Queensland en Australia.